# Frank St. Peter
Frank St. Peter (* 1937 in Pawtucket, Rhode Island; † 1987 in München) war ein amerikanischer Jazzmusiker (Altsaxophon, Flöte, Arrangement, Komposition).

## Leben und Wirken
St. Peter erhielt im Alter von 11 Jahren von seinem Vater, der selbst Tenorsaxophon spielte, ein Altsaxophon und zwei Jahre später seine erste Klarinette. Er spielte in High School Bands, bis er 1955 an der Boston University Komposition bei Jaki Byard studierte. Nach seinem Abschluss 1959 spielte er in verschiedenen Showbands in New York, und 1961 leitete Frank seine eigene Bigband, mit der er montags im Golden Vanity Coffee House an der Waterfront von Boston aufführte. Ein Jahr später kehrte er nach New York zurück, um sich der Bigband von Don Ellis anzuschließen. Von 1964 bis 1966 war Frank mit Si Zentner ständig unterwegs und begleitete Sänger wie Mel Tormé und Nancy Wilson. 1966 zog er nach Los Angeles, um mit Billy Eckstine zu arbeiten.
St. Peter tourte dann 1967 mit den Beach Boys durch Europa und entschied sich am Ende der Tournee, in Berlin zu bleiben. Dort gründete er mit Joe Nay und Fritz Pauer ein Quintett. 1968 bot ihm Hans Koller in seinem Sextett ein einjähriges Engagement als Theatermusiker am Schauspielhaus Hamburg an. Daneben gehörte er zu Free Orbit und schrieb die Arrangements zu Udo Lindenbergs Songs; auch begleitete er Dagmar Krause und Inga Rumpf mit der I.D. Company und spielte mit Leszek Zadlo in einem Quintett.
1970 zog St. Peter nach München, wo er sich fest in der Jazzszene etablierte und mit Dusko Goykovich, Ken Rhodes, Mal Waldron, Joe Haider und Klaus Weiss spielte. Zusammen mit Larry Porter und Alex Bally leitete er die Gruppe Music Community, in der auch Lee Harper, Leszek Zadlo, Rudi Fuesers und Hermann Breuer spielten und mit der er an zahlreichen Jazzfestivals in Europa teilnahm. Wolfgang Dauner holte ihn in die Radio Jazz Group Stuttgart, Günter Lenz in seine Springtime, mit der er zwei Alben aufnahm. St. Peter gründete ein eigenes Quartett, mit dem er bis Anfang der 1980er Jahre in Europa tourte. 1979 trat er mit dem Unique Munich Saxophone Choir (Roman Schwaller, Erica Lindsay, Leszek Zadlo, Roger Janotta, Thomas Faist und Joe Nay) bei den Donaueschinger Musiktagen auf. Ab 1984 konzentrierte er sich auf das Arrangieren und Komponieren; 1985 gründete er die Big Band Different Faces, mit der er seine Kompositionen aufführte. Seine Werke wurden später von der Big Band Burghausen unter Leitung von Al Porcino (Goodbye to a Friend, 1995) aufgenommen; sie wurden auch vom Münchner Uptown Jazz Orchestra wieder zu Gehör gebracht.